# Noctilio
Noctilio (Linnaeus, 1768) è l'unico genere di pipistrelli della famiglia dei Nottilionidi, comunemente noti come pipistrelli pescatori.

## Descrizione

### Dimensioni
Al genere Noctilio appartengono pipistrelli di medie dimensioni, con lunghezza della testa e del corpo tra 69 e 105 mm, la lunghezza dell'avambraccio tra 53 e 78 mm, la lunghezza della coda tra 17 e 35 mm e un peso fino a 90 g.

### Caratteristiche ossee e dentarie
Il cranio è privo di processi post-orbitali, mentre ha le ossa pre-mascellari rappresentate sia dalle porzioni nasali che palatali, fuse negli esemplari adulti con le ossa nasali e con quello palatale. Le ossa nasali stesse sono insolitamente lunghe e ben sviluppate. I denti sono di forma e dimensioni normali. L'omero presenta il trochite più piccolo del trochine e l'articolazione con la scapola debole. Il secondo dito della mano ha il metacarpo uguale in lunghezza a quello del terzo dito, mentre l'unica falange è molto corta e rudimentale. Il terzo dito ha 2 falangi, l'ultima delle quali, insieme all'ultima del quarto dito, si ripiega internamente quando l'animale è a riposo. La cinta scapolare è di proporzioni normali. La settima vertebra cervicale non è fusa con la prima toracica. La fibula è filiforme, mentre il bacino è modificato, con le ossa iliache fuse tra loro e con la base lateralmente compressa.
Sono caratterizzati dalla seguente formula dentaria:

### Aspetto
La pelliccia è molto corta e può variare dall'arancione chiaro al bruno-grigiastro. Solitamente è presente una striscia longitudinale più chiara lungo la spina dorsale. Il muso è privo di escrescenze carnose ma con la punta proiettata in avanti e le labbra rigonfie, sotto le quali sono situate due tasche guanciali. Il mento è solitamente fornito di due creste cutanee trasversali e pendenti, che donano al pipistrello un aspetto simile al bulldog. Le orecchie sono separate, rivolte in avanti ed appuntite. Gli arti inferiori, e i piedi sono sproporzionatamente ingranditi, come anche le dita e gli artigli. Vengono utilizzati per catturare i pesci sulla superficie dell'acqua od immediatamente sotto di essa. La coda è lunga circa la metà del femore. l'uropatagio è ben sviluppato, mentre il calcar è robusto ed ossificato.

## Distribuzione
Il genere è diffuso nel Continente americano, dall'isola di Cuba fino all'Argentina settentrionale.

## Tassonomia
Il genere comprende 2 specie.
- Sottogenere Dirias - La lunghezza della tibia e del piede insieme sono meno della metà della lunghezza totale del corpo.
  - Noctilio albiventris
- Sottogenere Noctilio - La lunghezza della tibia e del piede insieme sono più della metà della lunghezza totale del corpo.
  - Noctilio leporinus